# كارل شميت روتلوف
كارل شميت روتلوف المعروف بـ كارل شميت (1 ديسمبر 1884 – 10 أغسطس 1976) هو فنان تشكيلي ورسام ألماني، وأحد مؤسسي مجموعة الفنانين الأربعة جامعة الجسر مع (إرنست لودفيغ كيرشنر، فريتز بليل، إريك هيكل) التي ظهرت عام 1905 واتخذت الفنان ادوارد مونخ (1863 - 1944) استاذاً ونموذجاً لها وفي طرازها وتقنياتها الفنية.